# Ettore Majorana
Ettore Majorana (Militello in Val di Catania, 5 de agosto de 1906 — ca. 1938) foi um físico italiano que fez trabalhos promissores com os neutrinos e desapareceu misteriosamente em 1938.
Realizou os estudos clássicos, terminando o segundo grau em 1923; depois frequentou regularmente os estudos de engenharia em Roma até o início do último ano. Em 1928, desejando ocupar-se de ciência pura, pediu e obteve a transferência para a Faculdade de Física. Formou-se em 1929 em física teórica sob a orientação de Enrico Fermi, com a tese A teoria quântica dos núcleos radioativos, obtendo nota máxima com louvor. Nos anos sucessivos, frequentou livremente o Instituto de Física de Roma, acompanhando o movimento científico e realizando pesquisas teóricas de várias índoles.

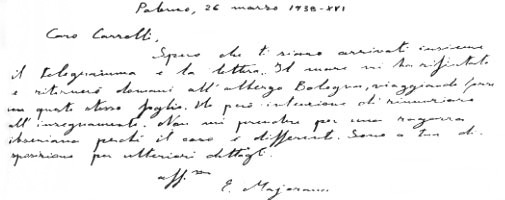
Última carta de Majorana.

Na noite de 25 de março de 1938, Majorana partiu de Nápoles para Palermo, onde passou alguns dias: a viagem lhe havia sido sugerida por amigos, que o haviam convidado para um período de descanso. Em 26 de março escreveu a um amigo. Em suas cartas, nunca falou em suicídio, mas somente em desaparecimento - e era uma pessoa cuidadosa com as palavras.

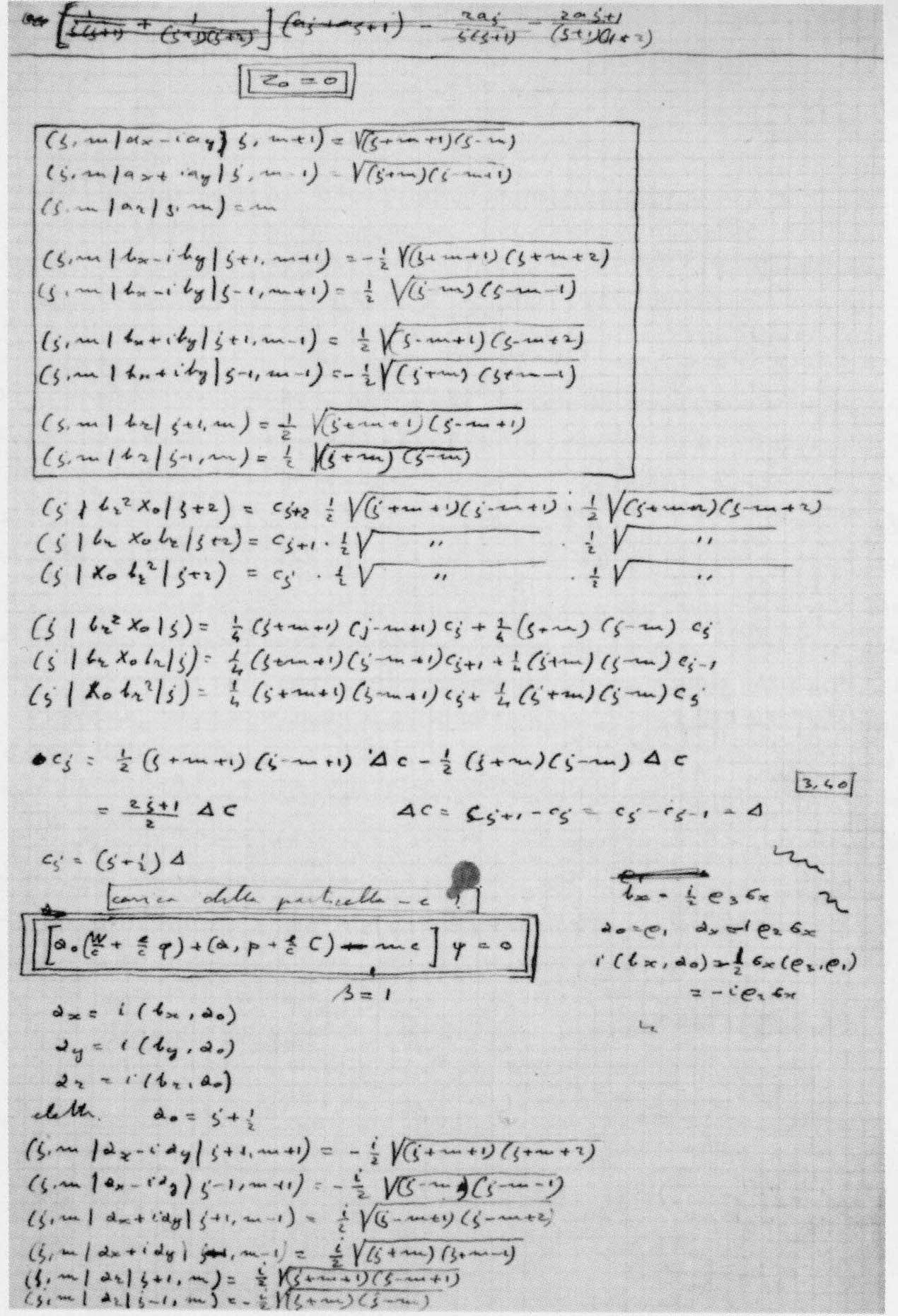
Equações feitas por Majorana.

Leonardo Sciascia, em seu livro La scomparsa di Majorana (no Brasil publicado como Majorana desapareceu, Editora Rocco), assume que Majorana, intuindo a magnitude de suas descobertas acerca da energia nuclear e seu poder de destruição, no contexto da Europa de Hitler e Mussolini, teria escolhido o silêncio e a renúncia à vida social. A genialidade de Majorana, que Fermi comparou à de Galileu e Newton, e sua angústia intelectual acerca da relação entre ética e ciência poderiam, assim, segundo Sciascia, ser a chave da explicação, da fuga do jovem cientista, para refugiar-se em um monastério, lembrando que, na sua adolescência, Majorana frequentara o Istituto Massimiliano Massimo dos jesuítas, em Roma. A família escreveu ao Papa Pio XII - prometendo não interferir sobre as escolhas eventualmente feitas por Ettore - apenas no intuito de saber, através do Vaticano, se ele estaria vivo, mas não obteve resposta.
As suspeitas na época apontaram um suicídio após encontrar um bilhete direcionado a sua família, em um hotel em Palermo. Os familiares negaram a hipótese, afirmando que Ettore era católico e jamais faria isso. Outros amigos acreditavam que o arrependimento de Ettore Majorana em relação à sua publicação sobre os nêutrons justificava seu desaparecimento, pois o fato do trabalho dele poder ser convertido em armas nucleares o incomodava.
Com base em declarações feitas por anônimos, Ettore esteve vivo e chegou a circular pela Europa em 1955. A afirmação resultou em uma investigação do Ministério Público de Roma no ano de 2011, comparando fotografias encontrando pontos de semelhança entre o tal homem e um italiano. Em 2015, o inquérito pôde concluir que o homem se refugiou na Argentina e depois passou o resto de sua vida na América do Sul, sem maiores constatações. 